# آیمو توکیاینن
آیمو یوهان کوستا توکیاینن (۶ اکتبر ۱۹۱۷ – ۳ ژوئن ۱۹۹۶) یک مجسمه‌ساز اهل اوریوسی فنلاند بود.
عمده سرشناسی وی به خلق اثر ملی مجسمه سوارکاری مارشال مانرهایم در سال ۱۹۶۰ مربوط می‌شود.
توکیاینن نقشی اساسی در دنیای هنر فنلاند قرن بیستم داشت. وی علاوه بر کار هنری خود، همزمان رئیس انجمن هنرمندان فنلاند و رئیس انجمن مجسمه‌سازان فنلاند بود.

## نگارخانه

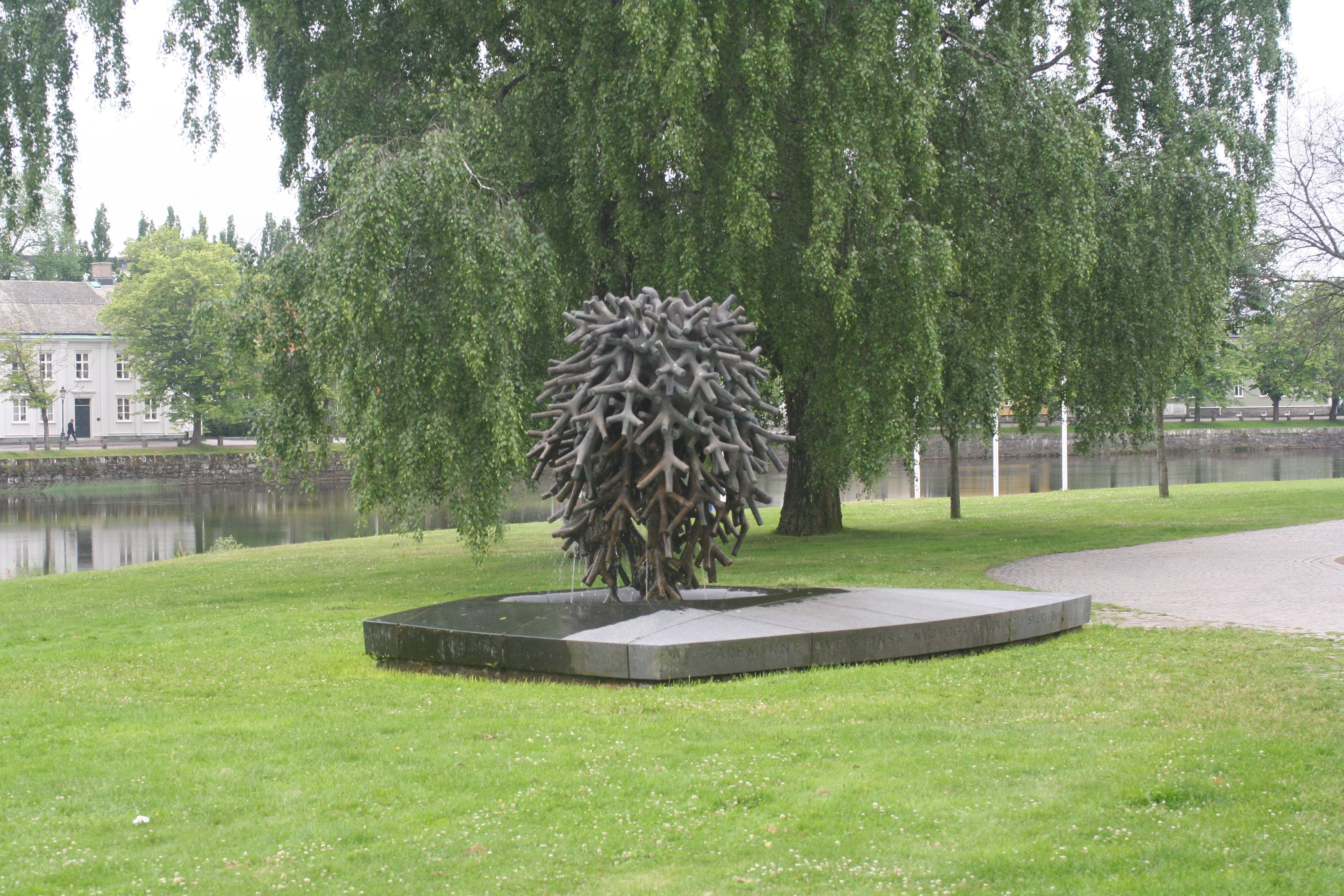